# Черепахові кішки
Черепахові кішки (англ. Tortoiseshell cat) — це масть котячої шерсті, що називається так через схожість з панциром черепах. Як і коти масті Каліко, більшість черепахових котів є самицями. Самці велика рідкість, а якщо зустрічаються у більшості випадків стерильні, тобто не мають змоги до розмноження або мають ослаблене здоров'я.
Черепахові коти поєднують два кольори без білого, або тісно змішані, або з більшими плямами.  Кольори часто описують як червоний і чорний, але «червоні» плями можуть бути помаранчевими, жовтими або кремовими, а «чорні» можуть бути шоколадними, сірими, таббі або блакитними.  Черепахових кішок із мастю таббі іноді називають торбі.
Термін «черепаховий» зазвичай вживають до різноколірних кішок з відносно невеликими білими плямами або без них. Тих, які переважно білі з черепаховими плямами, описують як триколірні, черепахово-білі (у Великій Британії) або бязі (у Канаді та США).
Котів черепахової масті з невеликими білими вкрапленнями іноді називають «тортико», портманто « терті» і «каліко».
Черепахових кішок з переважно білим підшерстям часто називають «калібі», портманто «каліко» і «таббі».
Черепахові плями з'являються у багатьох різних порід, а також у безпородних домашніх кішок.  Цю масть часто має порода японський бобтейл і існує в групі корніш-рекс.

## Опис

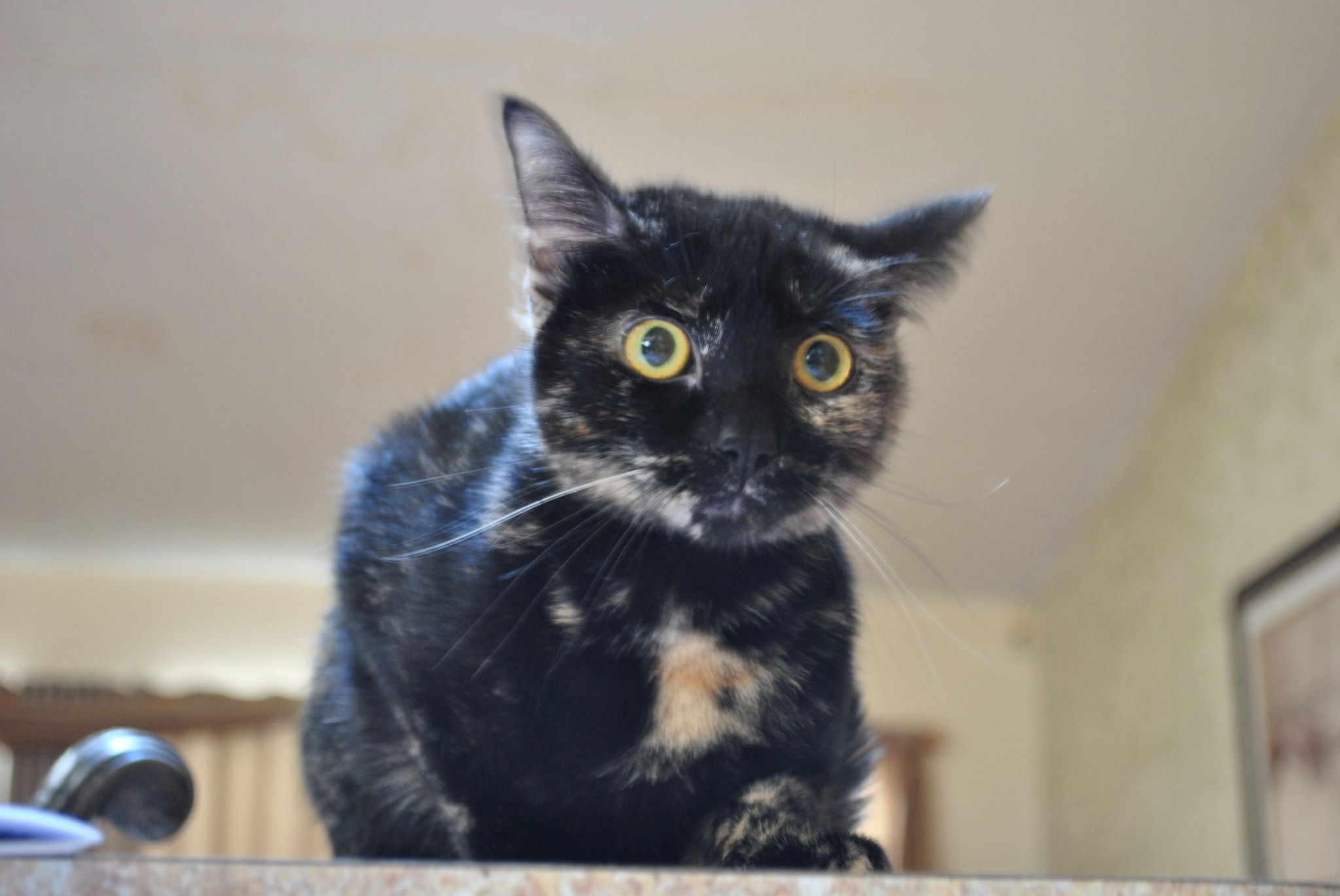

Черепахові кішки мають різнобарвну шерсть з вкрапленнями різних відтінків червоного і чорного, а іноді й білого. Розмір плям може варіюватися від тонкого цяткового малюнка до великих кольорових ділянок. Як правило, чим більше білого у кота, тим виразніші кольорові плями. Гени розрідження можуть змінювати забарвлення, освітлюючи хутро до суміші кремового та блакитного, бузкового або палевого; відмітини у черепахових кішок зазвичай асиметричні.
Іноді також можна побачити візерунки таббі чорно-коричневого (евмеланістичного) і червоного (феомеланістичний) кольорів. Цих таббі часто називають торті-теббі, торбі або, з великими білими ділянками, калібі.  Нерідко буває візерунок «розділене обличчя» з чорним з одного боку обличчя та помаранчевим з іншого, з розділовою лінією, що проходить по переніссі. Черепахова масть також може бути у візерунку поінт, який називають черепаховим поінтом.

## Генетика
Потрібно заповнити...

## Фольклор
У фольклорі кількох культур вважається, що кішки черепахової масті приносять удачу. В Ірландії вважається, що черепахові коти приносять удачу своїм господарям. У США черепахових котів іноді називають грошовими котами.  В Японії черепахових кішок вважають такими, що приносять удачу проти корабельних аварій.  Існують додаткові тлумачення удачі черепахових кішок, як, наприклад, в Англії, яка описується, як сповіщення про нещастя, коли дивний черепаховий кіт входить у будинок, також якщо жінці сниться черепаховий кіт, це можна витлумачити як попередження про те, що вона повинна піклуватися про своїх так званих друзів[джерело?].

## Галерея
Потрібні фотографії